# Myopias mayri
Myopias mayri é uma espécie de formiga do gênero Myopias, pertencente à subfamília Ponerinae.